# Nothocestrum breviflorum
Nothocestrum breviflorum е вид растение от семейство Картофови (Solanaceae). Видът е критично застрашен от изчезване.

## Разпространение
Разпространен е в САЩ.